# Führerprinzip

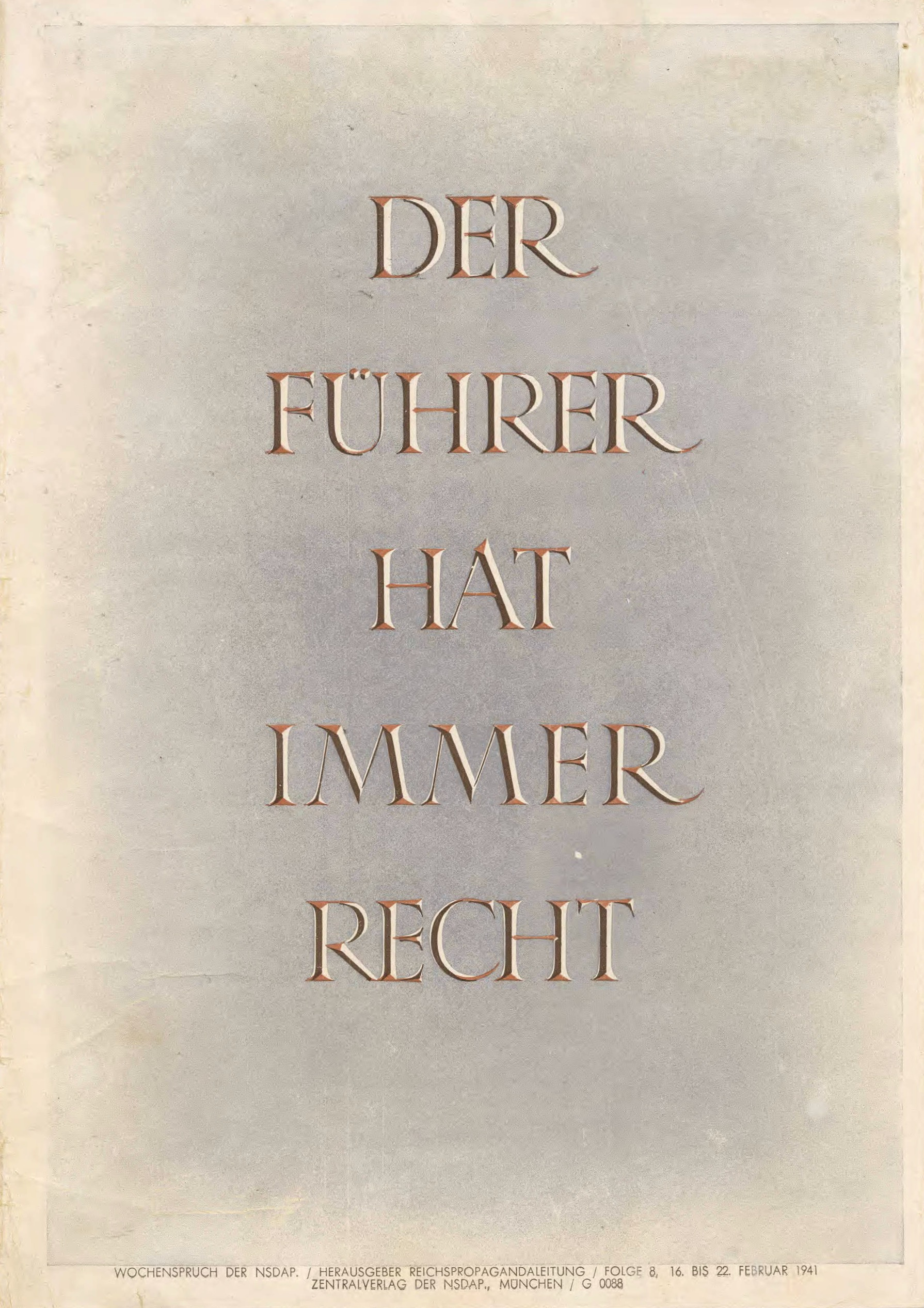
Wochenspruch der NSDAP du 16 février 1941 : « Le Führer a toujours raison ».

Le Führerprinzip (« principe du chef ») est le socle juridique et principe essentiel du régime nazi, qui consiste en la soumission aux ordres du Führer, dont les mots ont valeur de loi. Il est appuyé par une organisation hiérarchique.

## Origines
Le Führerprinzip est exposé par Adolf Hitler dans le chapitre de Mein Kampf sur « La personnalité et la conception raciste de l’État », avec une insistance sur son caractère militaire et antidémocratique. Il écrit qu'il est nécessaire pour l’État de « découler du principe de personnalité », « depuis la plus petite cellule que constitue la commune jusqu'au gouvernement suprême ». Hitler rejette ainsi les « décisions de la majorité » : il ne peut y avoir qu'un « conseil » du chef suprême. Ainsi, « il faut transposer le principe qui fit autrefois de l'armée prussienne le plus admirable instrument du peuple allemand et l'établir à la base même de notre système politique : la pleine autorité de chaque chef sur ses subordonnés et sa responsabilité entière envers ses supérieurs ».
Le Führerprinzip a été étendu au monde de l’économie par la loi du 20 janvier 1934 sur l’organisation du travail national, ainsi qu’à la diplomatie et à la conduite des armées.

## Concept
Le Führerprinzip a plusieurs versants. Il s'agit, d'abord, d'obéir aveuglément aux ordres du Führer, selon l’adage « Ein Befehl ist ein Befehl » (« Un ordre est un ordre »). Il implique également l’obligation pour l’ensemble du peuple allemand (la deutsche Volksgemeinschaft) d’adhérer sans réserve aux idées du Führer et de collaborer activement à la réalisation des objectifs qu’il a fixés, même en l’absence d’ordres explicites.
Pour reprendre le titre de l’un des chapitres de la biographie de Hitler par Ian Kershaw, il s’agit de travailler en direction du Führer. Hans Frank, juriste nazi, a ainsi pu ériger en doctrine : « agissez de telle manière que le Führer, s'il avait connaissance de vos actes, les approuverait ».

« Quiconque a l’occasion de l’observer sait que le Führer ne peut qu’avec beaucoup de difficulté ordonner du sommet tout ce qu’il entend exécuter tôt ou tard. Qui travaille, pour ainsi dire, en direction du Führer, a au contraire fait de son mieux, à sa place, dans la nouvelle Allemagne. […] Très souvent, et en bien des endroits, il s’est trouvé des individus dans les années passées, pour attendre des ordres et des commandements. Hélas, il en ira probablement ainsi à l’avenir. Or, le devoir de tout un chacun est d’essayer, dans l’esprit du Führer, de travailler dans sa direction. Quiconque commet des erreurs s’en apercevra assez tôt. Mais qui travaille correctement en direction du Führer, suivant ses lignes et sans perdre de vue son objectif, recevra comme par le passé la plus belle des récompenses : celle d’obtenir un jour, soudain, la confirmation légale de son travail »

— Werner Wilikens, secrétaire d’État au ministère prussien de l’Agriculture, Berlin, 21 février 1934

## Postérité

### Utilisation juridique lors des procès
Le devoir d'obéissance au principe (ordre des supérieurs) a été utilisé à plusieurs reprises lors des procès de Nuremberg. Hannah Arendt le traite aussi à l'occasion de son ouvrage Eichmann à Jérusalem.

### Méthode de mobilisation de masse
Le germaniste français Edmond Vermeil y voyait en 1938 une méthode de mobilisation des masses qu’il plaçait dans la filiation de la Psychologie des foules de Gustave Le Bon : « Hitler distingue grossièrement Führer et Masse » et considère que « si l’on veut avoir les masses avec soi […] guidées par des chefs providentiels, elles se laissent nationaliser. »
La réalité de ce principe dans l’organisation du système a été nuancée par la thèse de la polycratie, notamment avancée par Martin Broszat. D’autres historiens donnent crédit aux propos littéraux de Hitler, dont François-Georges Dreyfus qui écrit qu’« en définitive, c’est le Führer qui donne toutes les impulsions, même s’il laisse agir ses lieutenants, et a finalement le dernier mot. […] Le Führerprinzip tient en peu de mots : “Le chef a toujours raison”. »